# Liste der Monuments historiques in Anglefort
Die Liste der Monuments historiques in Anglefort führt die Monuments historiques in der französischen Gemeinde Anglefort auf.

## Liste der Bauwerke
| Bezeichnung | Beschreibung              | Standort | Kennzeichnung | Schutzstatus | Datum | Bild           |
| ----------- | ------------------------- | -------- | ------------- | ------------ | ----- | -------------- |
| Schloss     | Erbaut im 18. Jahrhundert | (Lage)   | PA00116292    | Inscrit      | 1974  | weitere Bilder |

## Liste der Objekte

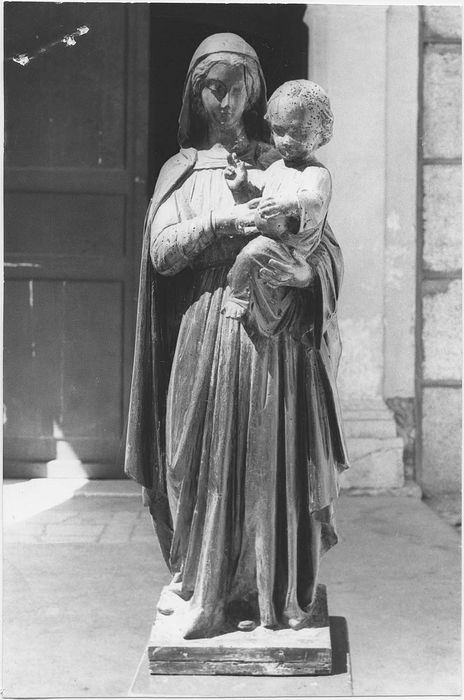
Madonna mit Kind (18. Jahrhundert) in der Kirche St-Martin

- Monuments historiques (Objekte) in Anglefort in der Base Palissy des französischen Kultusministeriums